# .mm
.mm은 미얀마의 인터넷국가 코드 최상위 도메인(ccTLD)이다. 1997년에 할당되었다. 1989년 이전에 버마의 ISO 3166 알파-2 코드는 BU였지만, .bu ccTLD는 할당되지 않았다.
2011년 6월 12일, 미얀마의 ISO 3166-1 코드는 ccTLD에 사용되는 MM을 반영하도록 변경되었다.

## 역사
미얀마에 거주하는 두 명의 호주 이민자가 운영하는 이글 그룹이라는 회사는 1997년 미얀마에 최초의 인터넷 접속을 구축했다. 이들은 하이위컴에 본사를 둔 영국 회사인 디지서브와 .mm을 위한 DNS 서비스를 제공하기로 계약했다. 모든 .mm DNS 쿼리는 디지서브의 두 네임 서버(각각 ns1.digiserve.com 및 ns2.digiserve.com)에 의해 .mm의 루트 네임 서버 역할을 하면서 처리되었다. 1999년, 이글 그룹의 서비스는 버마 정부에 의해 중단되었다.
그 후, 이 두 서버는 .com.mm, .net.mm, .edu.mm 및 org.mm TLD의 SOA 권한을 미얀마 우편 통신이 관리하는 두 네임 서버인 ns0.mpt.net.mm과 ns1.mpt.net.mm으로 위임했으며, 두 서버 모두 양곤에 위치했다.
2002년 2월, 디지서브의 DNS 서버는 민주화 운동가들에 의해 해킹되어, www.gov.mm을 포함한 모든 .mm 도메인 이름으로의 트래픽이 유명 학생 지도자인 민 코 나잉의 석방을 요구하는 웹사이트로 3일 동안 리디렉션되는 결과를 초래했다.
2005년 초, MPT는 마침내 .mm 네임스페이스의 관리 통제권을 되찾고 디지서브 네임서버를 자체 서버로 교체했다.
미얀마 기업들은 미얀마 텔레포트(이전 바간 사이버텍) 또는 미얀마 우편 통신을 통해 직접 .net.mm 및 .com.mm 존 내의 도메인 이름을 등록할 수 있었다. .edu.mm, .org.mm, .gov.mm 도메인 이름은 공식 및 정부 사용을 위해 예약되어 있다. 후이즈 서비스는 제공되지 않는다.
미얀마 텔레포트의 서비스도 나중에 버마 정부에 의해 중단되어, 정부 소유의 미얀마 우편 통신이 인터넷 및 이메일의 모든 서비스에 대한 유일한 관리자가 되었다.